# خاویر کونته
خاویر کونته (اسپانیایی: Javier Conte‎؛ زادهٔ ۷ سپتامبر ۱۹۷۵) قایقران قایق بادبانی اهل آرژانتین است.